# Les Ternes
Les Ternes – miejscowość i gmina we Francji, w regionie Owernia-Rodan-Alpy, w departamencie Cantal.
Według danych na rok 1990 gminę zamieszkiwało 450 osób, a gęstość zaludnienia wynosiła 24 osoby/km² (wśród 1310 gmin Owernii Les Ternes plasuje się na 431. miejscu pod względem liczby ludności, natomiast pod względem powierzchni na miejscu 496.).